# Puccinia romagnoliana
Puccinia romagnoliana är en svampart som beskrevs av Maire & Sacc. 1903. Puccinia romagnoliana ingår i släktet Puccinia och familjen Pucciniaceae.   Inga underarter finns listade i Catalogue of Life.